# Manzanal de los Infantes
Manzanal de los Infantes es un municipio y localidad de la comarca de La Carballeda, en la provincia de Zamora, comunidad autónoma de Castilla y León, España. 
El municipio está formado por las localidades de Donadillo, Dornillas, Lanseros, Manzanal de los Infantes, Otero de Centenos y Sejas de Sanabria. Tiene una superficie de 64,54 km² con una población de 143 habitantes (INE 2011) y una densidad de 2,22 hab/km². 

## Toponimia
El topónimo Manzanal, al igual que los denominados Cerezal, parece inscribirse en un tipo muy difundido en el área leonesa, el constituido por el nombre de un árbol en singular, femenino y con o sin artículo. En este sentido, "la manzanal" sería "el manzano", al igual que "la cerezal" sería "el cerezo".
El gentilicio de Manzanal de los Infantes es manzanalino.

## Historia
En la Edad Media, Manzanal quedó integrado en el Reino de León, cuyos monarcas acometieron la repoblación del oeste zamorano.
Posteriormente, durante la Edad Moderna, estuvo integrado en la provincia de las Tierras del conde de Benavente, y dentro de esta en la receptoría de Sanabria. No obstante, con la creación de las actuales provincias en 1833, Manzanal de los Infantes pasó a formar parte de la provincia de Zamora, dentro de la Región Leonesa, quedando integrado en 1834 en el partido judicial de Puebla de Sanabria.
En torno a 1850, se integraron en el municipio de Manzanal de los Infantes los de Donadillo, Dornillas y Sejas de Sanabria. Posteriormente, en 1953, el municipio de Lanseros se fusionó con el de Manzanal, haciendo lo propio el de Otero de Centenos en 1959.

## Geografía humana

### Núcleos de población
El municipio se divide en seis núcleos de población, que poseían la siguiente población en 2024 según el INE.
| Núcleo de población      | Población |
| ------------------------ | --------- |
| Otero de Centenos        | 38        |
| Sejas de Sanabria        | 34        |
| Lanseros                 | 22        |
| Donadillo                | 20        |
| Manzanal de los Infantes | 19        |
| Dornillas                | 4         |

### Demografía
Cuenta con una población de 135 habitantes (INE 2024).
| Gráfica de evolución demográfica de Manzanal de los Infantes entre 1842 y 2021 |
| |
| Población de derecho según los censos de población del INE Población de hecho según los censos de población del INEEntre el censo de 1857 y el anterior, crece el término del municipio porque incorpora a 495044 (Donadillo), 495046 (Dornillas) y 495139 (Sejas de Sanabria) Entre el censo de 1960 y el anterior, crece el término del municipio porque incorpora a 49514 (Lanseros) y 49518 (Otero de Centenos) |